# Snålabborrtjärnen
Snålabborrtjärnen är en sjö i Ovanåkers kommun i Hälsingland och ingår i Ljusnans huvudavrinningsområde. Sjöns area är 0,015 kvadratkilometer och den befinner sig 303 meter över havet.